# Списак споменика културе у Косовскомитровачком округу
Следи списак споменика културе у Косовскомитровачком округу.
| ИД      | Слика                                     | Назив                                     | Адреса               | Координате                                     | Место                | Градска општина | Општина            | Надлежни завод |
| ------- | ----------------------------------------- | ----------------------------------------- | -------------------- | ---------------------------------------------- | -------------------- | --------------- | ------------------ | -------------- |
| СК 1371 | Манастир Бањска                           | Манастир Бањска                           |                      | 42.971434°N 20.782436°E / 42.971434, 20.782436 | Бањска (Звечан)      |                 | Звечан             | ПОКР. ПРИШТИНА |
| СК 1373 | Војиновића мост                           | Војиновића мост                           |                      | 42.823362°N 20.960535°E / 42.823362, 20.960535 | Вучитрн              |                 | Вучитрн            | ПОКР. ПРИШТИНА |
| СК 1374 | Војиновића кула                           | Војиновића кула                           |                      | 42.823358°N 20.961653°E / 42.823358, 20.961653 | Вучитрн              |                 | Вучитрн            | ПОКР. ПРИШТИНА |
| СК 1413 | Манастир Девич                            | Манастир Девич                            |                      | 42.718279°N 20.773385°E / 42.718279, 20.773385 | Лауша                |                 | Србица             | ПОКР. ПРИШТИНА |
| СК 1416 | Средњовековни град Звечан                 | Средњовековни град Звечан                 |                      | 42.906085°N 20.848014°E / 42.906085, 20.848014 | Звечан               |                 | Косовска Митровица | ПОКР. ПРИШТИНА |
| СК 1449 | Манастир Соколица                         | Манастир Соколица                         | заселак Бољетин      | 42.927842°N 20.862724°E / 42.927842, 20.862724 | Велико Рударе        |                 | Косовска Митровица | ОПШ. ПРИШТИНА  |
| СК 1506 | Црква Свете Петке у Чечеву                | Црква Свете Петке у Чечеву                |                      | 42.919601°N 20.613352°E / 42.919601, 20.613352 | Чечево               |                 | Зубин Поток        | ПОКР. ПРИШТИНА |
| СК 1507 | Црква Светог Николе у Црепуљи             | Црква Светог Николе у Црепуљи             |                      | 42.883103°N 20.676735°E / 42.883103, 20.676735 | Црепуља (насеље)     |                 | Зубин Поток        | ПОКР. ПРИШТИНА |
| СК 1508 | Црква Ваведења Свете Богородице у Читлуку | Црква Ваведења Свете Богородице у Читлуку | заселак Дубоки Поток | 42.914132°N 20.708235°E / 42.914132, 20.708235 | Читлук (Зубин Поток) |                 | Зубин Поток        | ПОКР. ПРИШТИНА |
| СК 1510 | Пошаљи фотографију                        | Стара градска кућа Ћамиловића у Вучитрну  |                      |                                                | Вучитрн              |                 | Вучитрн            | ПОКР. ПРИШТИНА |